# フランチャイズ
流通におけるフランチャイズ（英：franchise、franchising）とは、事業形態（ビジネスモデル）のひとつ。

## 概説
一方が自己の商号・商標などを使用する権利、自己の開発した商品（サービスを含む）を提供する権利、営業上のノウハウなど（これらを総称してフランチャイズパッケージと呼ぶ）を提供し、これにより自己と同一のイメージ（ブランド）で営業を行わせ、他方が、これに対して対価（ロイヤルティー）を支払う約束によって成り立つ事業契約である。
通常、権利や商標、ノウハウなどを提供する側をフランチャイザー（本部、略してザー）と呼び、受ける側をフランチャイジー（加盟者・加盟店、略してジー）と呼ぶ。外部資本を利用し、短期間で多くのチェーンストア店舗展開を進めることを目的とするため、フランチャイズチェーン（和製英語: franchise chain、FC）と呼ばれることが多い。法的には中小小売商業振興法などによって規制される。
フランチャイズ事業とフランチャイズの本質は、本部と加盟店が特権、経営ノウハウ、対価に関する契約によって共通の事業目標を達成するための継続関係であり、フランチャイズ・システムの本質は、この継続関係を維持する組織のことである。そして、この組織は、本部と加盟店が中小企業の場合、大企業の市場支配に対して運命共同体の自覚により企業集団を形成しており、本部が大企業の場合は子会社に本部機能が作られて市場拡大を目的とした企業集団を形成する。
適用される業態としてはコンビニエンスストア等の小売業の他、ラーメンや弁当、ファストフードなどの外食産業、不動産販売、自動車の整備、近年では小型のフィットネスクラブ、学習塾、CDレンタルといったサービス業に至るまで多岐にわたっている。日本のフランチャイズ組織の特徴として、コンビニエンスストアの比率が高いこと、サービス業の比率が低いこと、飲食業の規模が小さいことが挙げられる。キャラクターなどの著作権などの知的財産（IP）をフランチャイズするメディア・フランチャイズ（メディアミックス）も行われている。
世界初のフランチャイズは、アメリカで誕生したケンタッキーフライドチキンとされる。日本では、1960年代に不二家（レストランおよび洋菓子販売のチェーンストア）やダスキン（清掃用具のレンタルチェーンストア）、1970年代ではセブン-イレブン（コンビニエンスストア）、モスバーガーなどの外食産業がフランチャイズ型の事業展開をしている。また、明治時代に生まれた特定郵便局についても、広義のフランチャイズ事業であると言える。
同じ名前の店舗であっても全てがフランチャイズ店舗とは限らない。実績を積んで成功した直営店を模範にフランチャイズ展開するのが基本であるため、外見上は区別の付かない同名の直営店とフランチャイズ店も存在する。ただし、フランチャイズ展開を行うとFC店舗数が急激に拡大、直営店に比べてその比率は圧倒的にFC店が高くなる。
廃業率の水準については、フランチャイズ加盟店の廃業率が非加盟店の廃業率を上回っていることが明らかとなっており、テリトリー権が付与された場合や加盟金が多額な場合に廃業率が低いという結果が出ている。

### 直営店とフランチャイズ

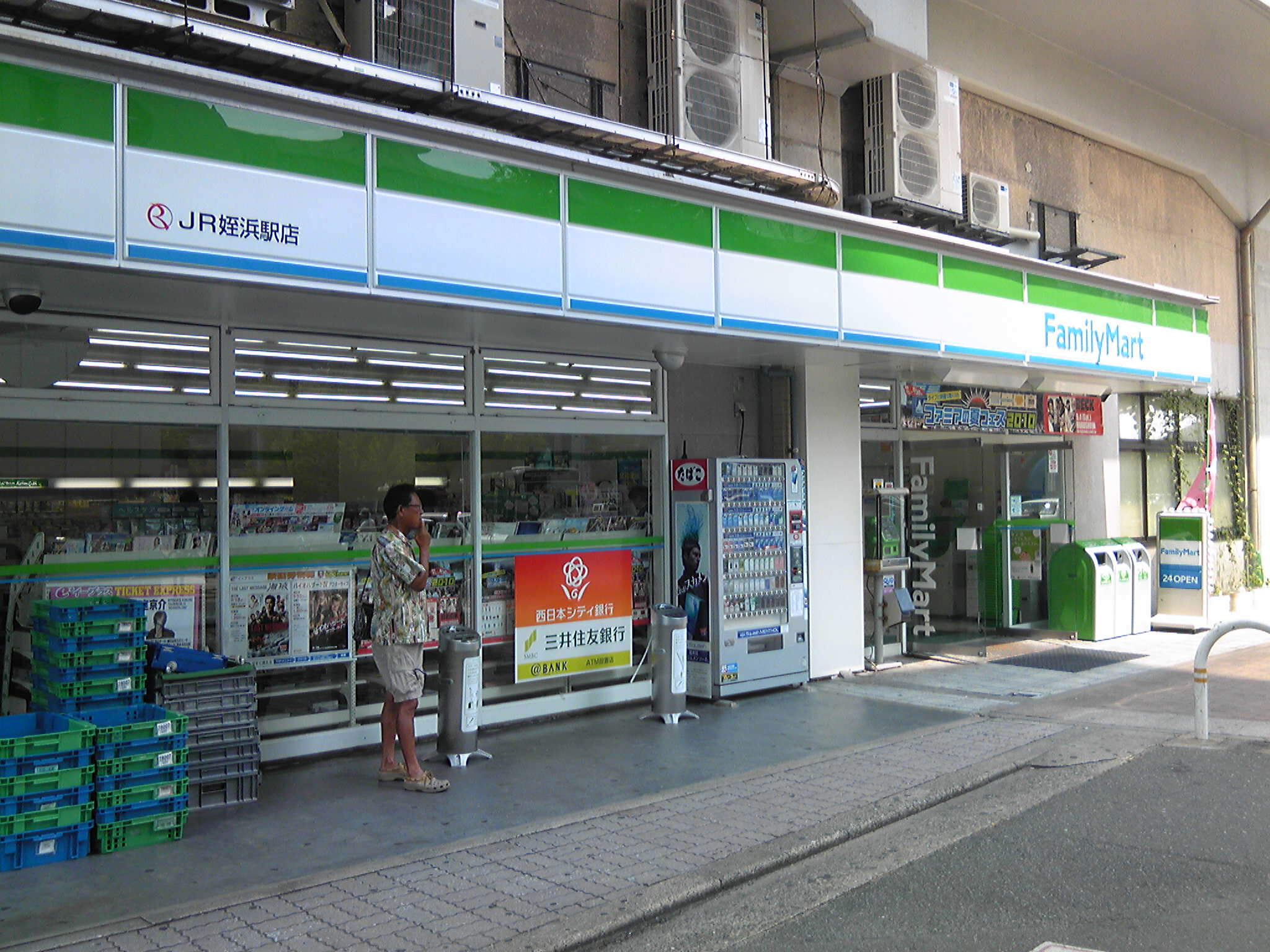
JR九州リテールの運営するファミリーマートの店舗。それを示すマークが、店名の前に入っている。
（福岡県福岡市の姪浜駅構内にて撮影）

一般には、同じブランドの店舗でも直営店とフランチャイズが共存することが多いが、企業によって「直営店中心の展開で、補助的にフランチャイズ展開する」「本部に近い地域は直営店で、遠方はエリアフランチャイズで展開する」「一部の実験店などを除き、基本的にはフランチャイズで展開する」など、店舗展開の手法はまちまちである。中には、センチュリー21・ジャパンのように直営店を全く持たず、全店舗がフランチャイズという事例もある。
また、一般消費者向けのWebサイトで直営店とフランチャイズ店を識別するためのマークを付ける、店頭に運営会社名やマークを表示するなど、直営店かフランチャイズかを容易に識別できるようになっている例もあるが、特段そういったものを用意していない例も多い。ENEOSのガソリンスタンドの場合はポールサイン下部および店舗入口上部付近にフランチャイジー（系列店・特約店等）の社名やロゴマークを表示している。別の例としては、JR北海道とダイエーの合弁会社北海道ジェイ・アール・ダイエーの様に既存のダイエー店舗と区別するためにJRダイエー（JR Daiei）という名前の別ブランドを立ち上げていた例がある。また、鉄道系列の小売子会社と大手コンビニが手を組んだ際、両社のブランドを足した独自名称を採用するところもある（例：「セブン-イレブンハートイン」・「近鉄駅ファミ」等）。
さらに、一定の地域で多店舗を展開するエリアフランチャイジーも存在する。たとえば、シー・ヴイ・エス・ベイエリアはもともとサークルKサンクスのエリアフランチャイジーであり、120店舗以上を運営していたが、2012年2月末をもってフランチャイズ契約を終了し、翌3月1日からはローソンとの契約でコンビニ事業を展開することとなった。また、ほっかほっか亭では、九州や東日本のエリアフランチャイジーであったプレナスと本部が対立した結果、プレナス側がほっともっとという新チェーンを立ち上げ、当時あったほっかほっか亭の店舗のうち60%以上がほっともっとに転換するという事態となったほか、本部もほっかほっか亭のエリアフランチャイジーであるハークスレイの傘下となっている。

### フランチャイズ経営法人の有無による違い
フランチャイズ店舗は本社が直接経営しているわけではないので、必然とフランチャイズ経営法人によって経営するか、オーナーの個人経営扱いとすることになる。
経営法人によって経営する場合は、経営法人をフランチャイザーよりも身近なサポート役として頼ることができる場合や、経営法人が加盟している社会保険に従業員が加盟することができる場合がある。代わりに、フランチャイザーだけでなく経営法人からもロイヤルティーを徴収されるデメリットがある。
オーナーの個人経営扱いの場合は社会保険に加盟していないので従業員は社会保険に加入できないが、経営法人がある場合と比べてロイヤルティーを徴収する主体が1つ減るメリットがある。だが一方で、極端な例では元々自営業扱いの経営基盤ということで、アルバイト自体が実質的に自営業手伝いや業務委託のような扱いで働き、時給や勤務時間帯などの雇用契約内容がうやむやになる場合もある。

### サービス品質
本部側にとってリスクの高い直営店では厳しい経営管理が要求され、本部にとってリスクの少ないFC店舗はオーナーによる経営管理まかせになることが多いので、直営店とFC店では消費者へのサービスの差が大きい傾向がある。その一方で、数年間にわたる店舗勤務の後にのれん分けのような形でフランチャイジーとなることができる壱番屋や、フランチャイジーの希望者に何度も面接を行い他のオーナーの訪問も行った上でレポートを求めるモスバーガーなど、本部との意識共有を重視するフランチャイザーも存在している。

## 利点
FC店舗は、フランチャイザーにとっては低コストでの事業拡大を可能とする。すでに土地や店舗物件を有する（あるいは供出する）形で加盟店が参入するため、取得にかかる時間や費用を大幅に短縮できる。そのため、新事業を急速に拡大し、ブランドを確立するための方法として、様々な業種で採用されている。フランチャイズ展開後の収入においても、安定的なロイヤルティーが見込めるという利点を持つ。
一方のフランチャイジーにとっては、開業から実務にいたるビジネスのノウハウを比較的短期間かつ容易に身につけられる。しかも、フランチャイザーが持つブランド力、マーケティング力によって、初期段階から安定した経営が期待できるという利点がある。このことから、フランチャイズは業界経験のない人や大企業に勤務経験のある正社員が選択する傾向がある。また、フランチャイズ加盟企業の業績に有意な影響を与えるのは業界経験のみであり、フランチャイズ加盟によって、開業者の経営資源の不足が補われ、スムーズな事業立ち上げに寄与している。

## 欠点
FC展開はフランチャイザーにとっては、多数の店舗管理を必要とされるため、各フランチャイジーの質にばらつきが発生することがあるほか、計画通りの商品提供がなされない、自己のブランドイメージが傷付けられるといったリスクを伴う。また、フランチャイジーは直接の資本関係のない事業者であるため、経営に問題があったと本部が判断したとしても、経営者の交代や強力な改善などができない。
フランチャイジーにとっても、ノウハウのほかに店舗の造作を本部の指示の元で作らなければならない。外観等に関しては地元業者に仕様書通りの施工を要求すれば問題ないが、什器備品は本部から購入しなければならないことが多いため、実勢価格より高価となる場合も多い。結果、開業に必要な資金は、加盟料等を加味すると独自に起業する場合よりも多く必要になる場合がほとんどである。
販売・飲食業であれば、材料の仕入れを本部から行う場合も多く、割高となりがちである。例えば、同業種にあたるコーヒー店がフランチャイジー化した場合、それまでベーカリー部門を持つ地元業者から仕入れていたサンドウィッチ等を、地域性に即した、利益率の高いメニューだとしても、提供できなくなる。この他にも、賞味期限が迫った商品を独自判断で値下げして廃棄を防ぐという方法が禁止される等、流通や事業展開において少なからず制約が発生し、オーナーのオリジナリティを発揮することは難しい。また、そういった本部によるマーケティング、立地条件、経営方針等に問題があったとしても、そのリスクをフランチャイジー側が負うことになる。契約内容にも拠るが、原則として赤字状態であってもロイヤルティーは払い続けなければいけない。
上記理由により、フランチャイジーの出店したフランチャイズ・チェーンはフランチャイザーによるレギュラー・チェーンよりも圧倒的に低い収益性となる。具体例としては、ダイエーグループ傘下時代のウエンコ・ジャパンが挙げられる。この会社は「ウェンディーズ」のフランチャイジーであると同時に、同業である「ドムドム」のフランチャイザーでもあった。フランチャイジー契約には出店目標が設定されており、これを達成するために「ドムドム」を閉店し、同じ場所に「ウェンディーズ」を開店するといったことも行われたが、フランチャイザーとフランチャイジーの収益性の違いのため、店舗の経営は悪化した（ウェンディーズも参照のこと）。ウェンディーズは2002年にダイエーから売却されたが、ドムドムは2017年までダイエー傘下での経営が続いた。
一方で、フランチャイザーが破産法により倒産した場合、フランチャイザーとフランチャイズ店は破産管財人の管理下に置かれることになる。この場合、ロイヤルティーの支払義務は不要となる他、フランチャイジーの店舗はフランチャイザーの破産管財人の管理下で営業を継続する、フランチャイジー自身が独立する、フランチャイジーの店舗自体を閉店するなどのケースに分かれる。破産したフランチャイザーが使用していた店舗名は、破産管財人が商号・商標を譲渡しない限り使用できない他、フランチャイザーが所有していた什器備品などは破産管財人により処分される事になる。フランチャイザーの破産によってフランチャイジー自身が独立した場合、什器備品や食材の調達などは独自に起業する場合と同様にフランチャイジーの負担となる他、賃貸契約も新たに契約しなければならない。フランチャイザー名義で借りていた店舗の賃貸契約は、破産手続開始の決定と同時に解約となる。

## 問題点
フランチャイズ展開の特性が生む欠点以外に問題視されているのは、フランチャイザー側が「経営の安定性」「高収入」「低リスク」を前面に出し、慎重なマーケティングや加盟希望者へのリスクの説明を適切に行っていない点である。そのため、大きな負債を抱えて廃業するフランチャイズ経営者も少なからず出てきているが、必ずしもフランチャイザー側の問題だけではなく、フランチャイジー側が事業のリスクに関する十分な知識を身に付けないまま開業したことが原因になっている場合もある。
損害賠償を求める経営者が増え、訴訟を起こした例もある。「フランチャイザーは事業成功の見込みが乏しいと分かっていながら、それを告げずにフランチャイズ契約を締結した」とした裁判では、詐欺罪などの刑事訴訟ではなく民事訴訟になることが多いため、民法や商法のみに従った判断がなされることが多い。現在の日本にはフランチャイジーを保護する特別な法律はないため、契約に基づいたフランチャイザーに有利な傾向がある。そのため、店舗経営やフランチャイズ展開について充分なノウハウを持たずに認識の甘い個人経営者を標的としたフランチャイザー、あるいは加盟金を騙し取ることを目的とした詐欺行為も出てきている。
また、フランチャイジーの従業員の過労死が問題となり、訴訟が起こされることもある。フランチャイザーとフランチャイザーの経営方針の違いが対立を生む場合もあり、セブンイレブンでは、独自に深夜営業を休業したフランチャイジーとの対立が表面化し、フランチャイズ契約解除をめぐる訴訟問題へと発展した。他にも、フランチャイジーで利益を出した店舗の近くに、フランチャイザーの直営店を出店させることで、フランチャイザー側はリスクの低い店舗拡大を実施できる。こういったフランチャイザーとフランチャイジーの競合が問題となる場合がある。

## 日本でフランチャイズを中心に店舗展開する大手企業

### 小売業
- ヤマダホールディングス（コスモスベリーズ・ベスト電器）
- マツモトキヨシ
- ブックオフ
- TSUTAYA
- WonderGoo
- オートバックスセブン
- 神戸物産（業務スーパー）
- ワークマン

#### コンビニエンスストア
- セブン-イレブン
- ローソン
- ファミリーマート
- ミニストップ
- スリーエフ
- デイリーヤマザキ

### 飲食店
- 日本マクドナルド
- ケンタッキーフライドチキン
- 不二家
- 幸楽苑
- 想夫恋（焼きそば）
- ドトールコーヒー
- 養老乃瀧
- モスフードサービス
- サブウェイ
- ジェイアール東日本フードビジネス
- コメダ
- スターバックス（2008年からスタート）
- Pasta Frolla
- プレナス
- ほっかほっか亭総本部（ハークスレイ傘下）
- 本家かまどや
- 小僧寿し（かつて「小僧寿しチェーン」として積極的に展開し、CMを放映していた）

### 不動産業
- エイブル
- アパマンショップネットワーク
- センチュリー21・ジャパン
- ハウスドゥ

### 教育産業
- 明光義塾
- ナガセ（東進衛星予備校）
- 日本公文教育研究会
- ECC総合教育機関
- COCO塾
- 学研ホールディングス
- トライグループ

### その他
- ダスキン
- ディズニー・パークス・エクスペリエンス・プロダクツ（ディズニーの遊園地の直営及びフランチャイザー。東京ディズニーリゾートはオリエンタルランドがフランチャイジーである）
- FTC（ かんてい局） - 日本初の質屋のFC。買取専門店も。
- いーふらん（おたからや） - 買取専門店
- エンパワー（買取大吉） - 買取専門店
- さすがや - 買取専門店
- マックスガイ（ザ・ゴールド）- 買取専門店